# لويس هون
لويس هون (بالفرنسية: Louis Hon)‏ (11 سبتمبر 1924 - 5 يناير 2008) لاعب كرة قدم ومدرب فرنسي سابق . اشتهر بالمشاركة مع فريق ريال مدريد الإسباني في الخمسينات من القرن العشرين .

## روابط خارجية
- لويس هون على موقع قاعدة بيانات كرة القدم.إي يو (الإنجليزية)
- لويس هون على موقع ناشيونال فوتبول تيمز (الإنجليزية)